# Berzyna
Berzyna (pol. hist. Byrzyna ) – wieś w Polsce położona w województwie wielkopolskim, w powiecie wolsztyńskim, w gminie Wolsztyn, nad Jeziorem Berzyńskim.

## Historia
Miejscowość pierwotnie związana była z Wielkopolską. Ma metrykę średniowieczną i istnieje co najmniej od XIV wieku. Wymieniona pierwszy raz w dokumencie zapisanym po łacinie z 1388 pod nazwą „Byrzino", 1397 "Birzini", 1420 "Byrzina", 1420 "Sbyrzina", 1473 "Berzina", 1523 "Pyrzyna” .
W 1445 była wsią szlachecką i należała do powiatu kościańskiego Korony Królestwa Polskiego. W 1510 odnotowano przynależność do parafii Komorowo .
Miejscowość była wsią szlachecką należącą do lokalnych rodów szlacheckich i w wyniku zastawów, sprzedaży oraz dziedziczenia zmieniała wielokrotnie właścicieli. W 1388 Mirosław i Dobiesław bracia ze Świekotek w imieniu Mikołaja z Berzyny wygrali spór sądowy z sołtysem ze Strzępina o 150 grzywien. W latach 1420–1451 właścicielem wsi był Abraham Kębłowski. W 1451 zapisał on swojej żonie Katarzynie po 400 grzywien posagu oraz wiana na miejscowości Kębłowo i wsiach Berzynie i Niałku Małym. W 1428 w sądzie ziemskim odbyła się sprawa o rozgraniczenie Berzyny i Niałka Wielkiego .
Wieś odnotowana została w historycznych rejestrach podatkowych dzięki czemu można odtworzyć panujące w niej stosunki społeczne i własnościowe. W 1510 miejscowość należała do pana Kębłowskiego i liczyła 7,5 łanów osiadłych, 4,5 łanów opustoszałych, których się nie uprawiało, z czego jeden łan był wolny od wszelkich świadczeń. W 1530 miał miejsce pobór podatków z 5 łanów. W 1563 pobór od 7 łanów, 6 groszy z karczmy. W 1566 pobrano podatek od 5 łanów. W 1581 pobór od 5 i 1/4 łana, 2 zagrodników, 2 komorników .
W wyniku II rozbioru Rzeczypospolitej w 1793, miejscowość przeszła w posiadanie Prus i jak cała Wielkopolska znalazła się w zaborze pruskim. W okresie Wielkiego Księstwa Poznańskiego (1815-1848) miejscowość wzmiankowana jako Berżyna należała do wsi większych w ówczesnym powiecie babimojskim. Berzyna należała do wolsztyńskiego okręgu policyjnego tego powiatu i stanowiła część majątku Komorowo (część Wolsztyna), który należał do A. Gajewskiego. Według spisu urzędowego z 1837 roku Berzyna liczyła 232 mieszkańców, którzy zamieszkiwali 16 dymów (domostw).
W latach 1975–1998 miejscowość administracyjnie należała do województwa zielonogórskiego.

## Zabytki
We wsi krzyż przydrożny. Ludowy, z rzeźbą Chrystusa i płaskorzeźbą Matki Boskiej na słupie.